# 瀬稀ゆりと
瀬稀 ゆりと（せき ゆりと、1月25日 - ）は、元宝塚歌劇団星組の男役。
東京都目黒区、田園調布雙葉中学校出身。身長170cm。愛称は「ゆりこ」、「せっきー」。

## 来歴
2004年、92期生として宝塚音楽学校へ入学。
同期生には、蘭乃はな、真風涼帆、彩凪翔などがいる。
2006年4月、宝塚歌劇団入団。宙組『NEVER SAY GOODBYE』で初舞台。宝塚入団時の成績は48人中18位。同年5月10日、星組に配属。
2019年3月24日、『霧深きエルベのほとり／ESTRALLAS〜星たち〜』の東京公演千秋楽をもって、宝塚歌劇団を退団。

## 宝塚歌劇団時代の主な舞台出演
- 2007年11月、『エル・アルコン－鷹－』新人公演：オーウェン（本役：壱城あずさ）／『レビュー・オルキス』
- 2010年1月、『ハプスブルクの宝剣 - 魂に宿る光 -』新人公演：シュタレムベルク（本役：天霧真世）／『BOLERO -ある愛-』
- 2010年5月、『リラの壁の囚人たち』（バウ・東京特別）ミシェル
- 2010年8月、『摩天楼狂詩曲（ニューヨークラプソディー）』（バウ）チャールズ
- 2010年10月、『宝塚花の踊り絵巻 -秋の踊り-』／『愛と青春の旅だち』新人公演：ミック（本役：鶴美舞夕）
- 2011年4月、『ノバ・ボサ・ノバ -盗まれたカルナバル-』新人公演：ひも（本役：天霧真世）／『めぐり会いは再び -My only sinin' star-』
- 2011年8月、『ランスロット』（バウ）トリスタン
- 2011年11月、『オーシャンズ11』新人公演：イエン（本役：鶴美舞夕）
- 2012年3月、柚希礼音スペシャルライブ『REON!!』（ドラマシティ・東京特別）
- 2012年5月、『ダンサ・セレナータ』新人公演：老人、クラウディオ（本役：美城れん）／『Celebrity』
- 2012年9月、『ジャン・ルイ・ファージョン -王妃の調香師-』（バウ・東京特別）エドモン
- 2012年11月、『宝塚ジャポニズム〜序破急〜』／『めぐり会いは再び2nd〜Star Bride〜』新人公演：カノープス（本役：美城れん）／『Etoile de TAKARAZUKA』新人公演：レオS（第10場）（本役：十輝いりす） 他
- 2013年3月、『宝塚ジャポニズム〜序破急〜』／『怪盗楚留香』張簡斎／『Etoile de TAKARAZUKA』（中日劇場・台湾）
- 2013年3月、『南太平洋』（ドラマシティ・バウ）ケネス・ジョンソン
- 2013年10月、『日のあたる方へ -私という名の他者-』（ドラマシティ・東京特別）ペドロ
- 2014年1月、『眠らない男・ナポレオン -愛と栄光の涯に-』ローマ法王
- 2014年5月、『太陽王～ル・ロワ・ソレイユ～』（シアターオーブ）モリエール
- 2014年7月、『The Lost Glory -美しき幻影-』スティーブ／『パッショネイト宝塚!』
- 2014年11月、『アルカサル〜王城〜』（バウ）イネストロサ
- 2015年2月、『黒豹の如く』ドミンゴ ／『Dear DIAMOND!! - 101カラットのカラットの永遠の輝き -』
- 2015年6月、『キャッチ・ミー・イフ・ユー・キャン』（ドラマシティ・東京特別）ビル・コッド
- 2015年8月、『ガイズ＆ドールズ』カルヴィン（救世軍兵士）
- 2016年1月、『LOVE＆DREAM－I. Sings Disney／II. Sings TAKARAZUKA－』（東京国際フォーラム・梅田芸術劇場）
- 2016年3月、『こうもり／『THE ENTERTAINER!』
- 2016年1月、北翔海莉Dramatic Revue『LOVE & DREAM』（東京特別・梅田芸術劇場）
- 2016年7月、『One Voice』（バウ）
- 2016年8月、『桜華に舞え -SAMURAI The FINAL-』泰三／『ロマンス！！（Romance）』
- 2017年1月、『オーム・シャンティ・オーム －恋する輪廻－』（東京国際フォーラム）アンワル
- 2017年3月 - 6月、『THE SCARLET PIMPERNEL』メルシエ
- 2017年7月 - 8月、『オーム・シャンティ・オーム －恋する輪廻－』（梅田芸術劇場）スバーシュ・ガイ
- 2017年9月 - 12月、『ベルリン、わが愛』ヴィム・ハインリッヒ／『Bouquet de TAKARAZUKA』
- 2018年2月、『ドクトル・ジバゴ』（梅田芸術劇場・TBS赤坂ACTシアター）
- 2018年4月、『ANOTHER WORLD／Killer Rouge』 朴念
- 2018年8月、『Thunderbolt Fantasy 東離劍遊紀／Killer Rouge／星秀☆煌紅』（梅田芸術劇場・日本青年館・台北国家戯劇院・高雄至徳堂）傀儡師
- 2019年1月、『霧深きエルベのほとり』デュッケ／『ESTRELLAS ～星たち～』＊退団公演